# 蔣遵箴
蔣遵箴（1544年—？），字淑四，號松屏，廣西桂林府全州人，民籍，明朝政治人物。

## 生平
嘉靖四十年（1561年）辛酉科廣西鄉試第五十五名舉人。隆慶二年（1568年）中式戊辰科會試第三百七十七名，三甲第三十二名進士。历官吏部文选司郎中，萬曆八年（1580年）三月升太常寺少卿、提督四夷馆，十年三月升南京光禄寺卿，十一年二月被刑科给事中田畴弹劾藉登私宅，纳贿卖官，被降三级调外任。

## 家族
曾祖蔣溥；祖父蔣璽；父蔣三讓，驛承。母唐氏。重庆下。子蔣士忠，萬曆癸丑进士，官至貴州左布政使。